# Tobias Hiller
Tobias Hiller (* 23. August 1966 in Waldkirch, Breisgau; † 4. Juli 2010 in Ravensburg) war ein deutscher Chorleiter, Dirigent und Komponist. Er war von 1999 bis zu seinem Tod Universitätsmusikdirektor an der Eberhard Karls Universität Tübingen.

## Biografie
Tobias Hiller studierte in Freiburg Schulmusik (mit den Schwerpunkten Gesang, Oboe und Dirigieren), Geographie und Geschichte, sowie Chor- und Orchesterleitung an der Hochschule für Musik und Darstellende Kunst Frankfurt am Main bei Wolfgang Schäfer. Als professioneller Chorsänger (z. T. auch als Solist) sang er unter Michael Gielen, Péter Eötvös, Roger Norrington, Eliahu Inbal, Philippe Herreweghe, Ton Koopman, Gustav Leonhardt, Thomas Hengelbrock, Ivor Bolton u. a., als Ensemblesänger im Orlando di Lasso Ensemble war er von 1991 bis 2001 vor allem im Bereich Alte Musik tätig.
Im Rahmen seiner Lehrtätigkeit als Solfègelehrer an der Musikhochschule Freiburg dirigierte er diverse Uraufführungen am Institut für Neue Musik. Als ständiger Leiter diverser Ensembles in Deutschland und der Schweiz erarbeitete er ein weitgespanntes Konzertrepertoire. Neben einer regelmäßigen Dozententätigkeit bei Kursen für Chorleitung und Ensemblegesang in ganz Deutschland führten ihn seit 2005 Gastdozenturen nach Brasilien (Universität von São Paulo, Campus Ribeirão Preto) und in die USA. Seit 2008 hatte Tobias Hiller einen Lehrauftrag für Chorleitung an der Hochschule für Musik und Darstellende Kunst Frankfurt am Main inne.
1999 wurde Tobias Hiller als Nachfolger von Alexander Šumski zum Universitätsmusikdirektor nach Tübingen berufen. Seither folgte er mit seinen Ensembles Camerata vocalis, Akademischer Chor und Akademisches Orchester Tübingen Einladungen in zahlreiche europäische Länder, nach Marokko, China, Brasilien, Kanada und den USA. Beim 40. Internationalen Chorwettbewerb 2003 in Spittal an der Drau (Österreich) Anfang Juli errang er mit dem Kammerchor Camerata vocalis den dritten Preis in der Kategorie Kunstlied (zugleich als bester europäischer Chor). Im Sommer 2005 eröffnete er mit Benjamin Brittens War Requiem das Europäische Kirchenmusikfestival Schwäbisch Gmünd. Für die Aufführung von Arthur Honeggers Oratorium Jeanne d’Arc au bûcher führte Hiller im Sommer 2008 neben seinen universitären Ensembles Kinderchöre und Chöre der Umgebung zusammen.
Neben der ständigen Zusammenarbeit mit der Sinfonietta Tübingen konzertierte Tobias Hiller als Gastdirigent mit professionellen Ensembles in Frankreich, Tschechien, der Schweiz, Mexiko und den Vereinigten Staaten. Einstudierungen führten zur Zusammenarbeit mit dem Bachfest Leipzig, Kunstfest Weimar, Festspielhaus Baden-Baden, Schleswig-Holstein-Musikfestival u. a.
Einige Chorkompositionen von Tobias Hiller sind auf CD-Aufnahmen der Camerata vocalis dokumentiert, die in Zusammenarbeit mit dem SWR in den letzten Jahren entstanden: Musikalische Mörikekommentare auf einer CD zum 200. Geburtstag von Eduard Mörike (2004, Sprecher: Christian Brückner), Engelstriptychon auf der CD Engelsgesänge (2006), Notabene auf der CD Liebeleyen (2008). Seine Vervollständigung des 3. Satzes von Schuberts Unvollendeter wurde 2004 in den Schubert : Perspektiven veröffentlicht.
Am 4. Juli 2010 stürzte Tobias Hiller von einem Baum und erlag im Alter von 43 Jahren wenig später in einer Klinik seinen schweren Verletzungen.

## Wettbewerbe und Symposien
mit der Camerata vocalis Tübingen
- 2003: 40. Internationaler Chorwettbewerb Spittal an der Drau/AU Anfang Juli: 3. Preis Kategorie Kunstlied (zugleich bester europäischer Chor)
- 2007: Chorwettbewerb Maas-Mechelen/B (ohne Prämierung)
- 2008: ACDA Conference North Western Division Vancouver/CAN
- 2009: Cork International Choral Festival drittbester gemischter Chor, Musica International Award für Tobias Hiller

## Diskografie
als Leiter der Camerata vocalis Tübingen (alle Aufnahmen in Kooperation mit dem SWR)
- 2002: Helfen zu graben den Brunnen des Lebens zum 525-jährigen Universitätsjubiläum
- 2004: zum 200. Geburtstag von Eduard Mörike: Gedichte (Sprecher: Christian Brückner) und Vertonungen (Tobias Hiller).
- 2006: Engelsgesänge (Werke von Bach, Brahms, Lasso, Poulenc, Tschaikowski, Hiller u. a.)
- 2008: Liebeleyen (Werke von Mendelssohn, Brahms, Debussy, Whitacre, Morley, Hiller u. a.)

## Kompositionen (Auswahl)
Chor geistlich a cappella
- Crucifixus (2002)
- Allelluja (2002)
- Wir glauben an den einen Gott (2004)
- Ave maris stella (2004)
- Ave Maria (2007)
- Alleluja (2009)

Chor weltlich a cappella
- 6 Mörike-Vertonungen (2003/04)
- Engels-Triptychon (2005/2006)
- Notabene (2008)

Zahlreiche Lied- und Choralsätze
- Volkslieder von Friedrich Silcher

Sinfonik
- Zum Fragment und dem Versuch einer Vervollständigung des 3. Satzes von Schuberts „Unvollendeter“ Sinfonie h-Moll D 759. In: Schubert : Perspektiven 4 (2004), S. 187–219 (die Partitur von Hillers Fassung ist hier (S. 199–219) vollständig wiedergegeben).

## Sonstiges
- Organisation Konzertreihe Neue Musik im Gespräch Tübingen
- Gesprächskonzerte mit Helmut Lachenmann (2003), Nikolaus A. Huber (2004), Adriana Hölszky (2005), Younghi Pagh-Paan (2006), Mathias Spahlinger (2007), Wolfgang Rihm (2008), Achim Bornhöft (2008), Annette Schlünz (2009)